# Community Shield 2011
Navigation
2010 2012
Le Community Shield 2011 est la quatre-vingt-neuvième édition de la Supercoupe d'Angleterre de football, épreuve qui oppose le champion d'Angleterre au vainqueur de la Coupe d'Angleterre. Disputée le 7 août 2011 au stade de Wembley à Londres devant 77 169 spectateurs, la rencontre est remportée par Manchester United sur le score de 3-2 aux dépens de son rival, Manchester City.

## Feuille de match
| 7 août 2011               | Manchester City           | 2-3   | Manchester United             | Stade de Wembley, Londres                  |                                            |
| Historique des rencontres | Lescott 38e · Džeko 45+1e | (2-0) | 52e Smalling · 58e 90+4e Nani | Spectateurs : 77 169 Arbitrage : Phil Dowd | Spectateurs : 77 169 Arbitrage : Phil Dowd |

| Manchester City | Manchester United |

| Gardien de but  | 25 | Joe Hart              |     |     |
| D               | 2  | Micah Richards        | 22e |     |
| D               | 4  | Vincent Kompany       |     |     |
| D               | 6  | Joleon Lescott        |     |     |
| D               | 13 | Aleksandar Kolarov    | 60e | 73e |
| M               | 34 | Nigel de Jong         |     |     |
| M               | 7  | James Milner          | 55e | 67e |
| M               | 42 | Yaya Touré            | 34e |     |
| M               | 45 | Mario Balotelli       |     | 59e |
| M               | 21 | David Silva           |     |     |
| A               | 10 | Edin Džeko            | 19e |     |
| Remplaçants :   |    |                       |     |     |
| Gardien de but  | 12 | Stuart Taylor         |     |     |
| D               | 15 | Stefan Savić          |     |     |
| D               | 22 | Gaël Clichy           |     | 73e |
| M               | 8  | Shaun Wright-Phillips |     |     |
| M               | 11 | Adam Johnson          |     | 67e |
| M               | 18 | Gareth Barry          |     | 59e |
| A               | 16 | Sergio Agüero         |     |     |
| Entraîneur :    |    |                       |     |     |
| Roberto Mancini |    |                       |     |     |

| Gardien de but | 1  | David de Gea      |     |     |
| D              | 12 | Chris Smalling    |     |     |
| D              | 5  | Rio Ferdinand     |     | 46e |
| D              | 15 | Nemanja Vidić     |     | 46e |
| D              | 3  | Patrice Évra      | 40e | 71e |
| M              | 16 | Michael Carrick   |     | 46e |
| M              | 8  | Anderson          | 19e |     |
| M              | 17 | Nani              |     |     |
| M              | 18 | Ashley Young      |     |     |
| A              | 10 | Wayne Rooney      |     |     |
| A              | 19 | Danny Welbeck     |     | 89e |
| Remplaçants :  |    |                   |     |     |
| Gardien de but | 34 | Anders Lindegaard |     |     |
| D              | 4  | Phil Jones        |     | 46e |
| D              | 21 | Rafael            |     | 71e |
| D              | 23 | Jonny Evans       |     | 46e |
| M              | 13 | Park Ji-Sung      |     |     |
| M              | 35 | Tom Cleverley     |     | 46e |
| A              | 9  | Dimitar Berbatov  |     | 89e |
| Entraîneur :   |    |                   |     |     |
| Alex Ferguson  |    |                   |     |     |